# Heriaesynaema flavipes
Genre
Espèce
Heriaesynaema flavipes, unique représentant du genre Heriaesynaema, est une espèce d'araignées aranéomorphes de la famille des Thomisidae.

## Distribution
Cette espèce est endémique d'Éthiopie.

## Publication originale
- Caporiacco, 1939 : Arachnida. Missione biologica nel paese dei Borana. Raccolte zoologiche. Reale Accademia d'Italia, Roma, vol. 3, p. 303-385.